# Siphlonurus montanus
Siphlonurus montanus is een haft uit de familie Siphlonuridae. De wetenschappelijke naam van de soort is voor het eerst geldig gepubliceerd in 1992 door Studemann.
De soort komt voor in het Palearctisch gebied.